# Kazimierz Matczak
Kazimierz Józef Matczak (ur. 13 lutego 1958 w Zadzimiu) – polski rugbista i działacz sportowy, wieloletni reprezentant Polski w rugby, drugi co do liczby występów w kadrze. Występował na pozycji środkowego i skrzydłowego ataku.

## Kariera
Matczak był zawodnikiem Budowlanych Łódź w latach: 1973–1980, 1981–1982, 1984–1988, 2002–2005. W jego barwach 4-krotnie był mistrzem Polski juniorów i 3-krotnie wicemistrzem seniorów. W latach 1980–1981 reprezentował AZS Warszawa, zostając Mistrzem Polski seniorów w jego barwach. W latach 1982–1983 grał w Czarnych Bytom, w ich barwach zdobywając Puchar Polski. W latach 1989–1993 reprezentował francuski klub ASRC Chalon Sur Saone, a następnie US Oyonax (1993–1994). Jako zawodnik reprezentacji Polski rozegrał 59 oficjalnych meczów międzypaństwowych i zdobył 87 punktów. Od 1982 jest instruktorem rugby. Był członkiem zarządu (2009–2014) i wiceprezesem ds. rugby (2014–2016) klubu KS Budowlani Łódź.

## Sukcesy

### Sukcesy klubowe
- (x1) Mistrzostwo Polski seniorów: 1981 (AZS AWF Warszawa).
- (x3) Wicemistrzostwo Polski seniorów: 1979, 2003, 2005 (Budowlani Łódź).
- (x4) Mistrzostwo Polski juniorów: 1974, 1975, 1976, 1977 (Budowlani Łódź).
- (x1) Puchar Polski seniorów: 1982 (Czarni Bytom)[3].

### Sukcesy indywidualne
- Zawodnik Roku PZR: 1983[3][2].
- Honorowa Srebrna Odznaka PZR: 2003[2].